# KVK Niel
Maillots
Dernière mise à jour : 9 février 2011.
Le Koninklijke Voetbalklub Niel (ou K. VK Niel) était un club de football belge localisé dans la commune de Niel à la périphérie sud d'Anvers. Créé vers 1916, ce club connut plusieurs appellations et portait le matricule 415.
Le matricule 415 évolua durant 18 saisons en séries nationales dont 13 au 3e niveau de la hiérarchie.
Depuis la disparition de ce club, la commune de Niel connaît deux nouvelles entités : l'Apollo FC Nielse (9446) fut créé en 2003 et le SV Niel (9546) vit le jour en 2010. Anecdote amusante, ces deux clubs portent un matricule distant d'exactement 100 places. En 2010-2011, les deux équipes jouent dans le même série de 4e provinciale anversoise (8e niveau).

## Le club
En 1916, un groupe d'amis créa une équipe appelée De Jonge Leeuwen (les jeunes lions). Ce club s'inscrivit dans une ligue amateur anversoise : l'Antwerpsche Bond.
Ayant entre-temps pris le nom de Rupelzonen FC Niel (fils du Rupel), le club rejoignit l'URBSFA en 1924. Peu avant la réception de son matricule 415, le club adopta l'appellation Niel FC.
Jusqu'à la Seconde Guerre mondiale, une grande rivalité (aux origines politico-sociales) opposa plusieurs équipes de la localité. En plus du Niel FC (qui changea deux fois son nom sans doute après avoir absorbé des entités plus petites, mais ce n'est pas certain), il y avait le "Nielsche Vlaamsche Voetbalbond" et "De Rode Straal Niel" (le rayon rouge). Ces deux équipes évoluaient dans une ligue rivale de l'Union Belge.
Devenu Nielsche AC, le club fut relégué hors des séries nationales juste avant le début du 2e conflit mondial. Durant celui-ci, les diverses difficultés rencontrées par la population et les clubs sportifs amena à la fusion du matricule 415 avec De Rode Straal. L'autre grand rival (Nielsche VV) préféra arrêter ses activités.
Le club rejoua encore en séries nationales jusqu'en 1953. En 1952, il obtint son meilleur classement dans l'absolu, en terminant deuxième au 3e niveau national. Renvoyé en provinciales à la fin de la saison suivante, le club eut encore quelques soubresauts dans les années 1960. Champion provincial anversois en 1963, il retrouve la "Promotion" en compagnie de son dauphin, le K. SC Maccabi. Mais alors que le Maccabi fut vice champion de la "Série B", le matricule 415 termina dernier de la "Série A" et quitta définitivement la "nationale" en 1964.
Une fusion avec une autre entité locale, au début des années 1990, n'apporta pas le succès escompté. Le club ne parvint pas à revenir en séries nationales. Endetté, il arrêta ses activités en 2003.

## Historique
- 1916 : création de l'équipe DE JONGE LEEUWEN qui choisit d'évoluer dans la "Antwerpsche Bond" (une ligue de la métropole anversoise).
- 1921 : DE JONGE LEEUWEN changea son appellation en RUPELZONEN FOOTBALL CLUB NIEL.
- 1924 : 01/09/1924, RUPELZONEN FOOTBALL CLUB NIEL s'affilia à l'URBSFA.
- 1926 : RUPELZONEN FOOTBALL CLUB NIEL changea son appellation en NIEL FOOTBALL CLUB. - En fin d'année, le club se vit attribuer le matricule 415.
Note: On sait qu'à cette époque au moins deux autres clubs jouaient à Niel: Nielsche Vlaamsche Voetbalbond" et De Rode Straal Niel qui tous deux étaient affiliés à la Vlaamsche Voetbal Verbond, une ligue rivale de l'URBSFA.
- 1931 : NIEL FOOTBALL CLUB (415) changea son appellation en NIELSCHE SPORTKRING (415).
- 1934 : NIELSCHE SPORTKRING changea son appellation en NIELSCHE ATHLETIC CLUB (415).
- 1941 : NIELSCHE ATHLETIC CLUB (415) fusionna avec "RODE STRAAL NIEL" pour former le NIELSE SPORTKRING (415). Nielsche Vlaamsche Voetbalbond arrêta ses activités.
- 1949 : NIELSE SPORTKRING (415) changea son appellation en NIELSE SPORTVERENIGING (415).
- 1955 : NIELSE SPORTVERENIGING fut reconnu Société Royale et prit le nom de KONINKLIJKE NIELSE SPORTVERENIGING (415), le 10/10/1955.
- 1969 : 20/01/1969, fondation de VOETBALKLUB NIEL qui s'affiliaà l'URBSFA où il reçut le matricule 7299.
- 1992 : 01/07/1992, KONINKLIJKE NIELSE SPORTVERENIGING (415) fusionna avec VOETBALKLUB NIEL (7299) pour former le KONINKLIJKE VOETBALKLUB NIEL (415).
- 2003 : 30/04/2003, KONINKLIJKE VOETBALKLUB NIEL (415), endetté, arrêta ses activités. Le matricule 415 fut radié.

- 2003 : 01/07/2003, fondation de APOLLO FOOTBALL CLUB NIELSE qui s'affilia à l'URBSFA et reçut le matricule 9446.
- 2010 : 01/07/2010, fondation de APOLLO FC NIELSE (9446) suspend ses activités. Le matricule est radié en juillet 2012.
- 2010 : 01/07/2010, fondation d'un nouveau NIELSE SPORTVERENIGING qui s'affilie à l'URBSFA et reçoit le matricule 9546.
- 2022 : 01/07/2010, NIELSE SPORTVERENIGING (9546) reprend le matricule du SPORTKRING RAPID LEEST (3737) et poursuit ses activités comme NIELSE SPORTVERENIGING (3737).

## Homonymie
D'autres communes belges portent le nom de Niel et ont (ou ont eu) un club de football - entre parenthèses le numéro de matricule :
- Niel (Limbourg): Eendracht Niel (2665), de 1938 à 1946.
- Niel-bij-As: Niel Sportkring (K. Niel SK) (6341), fondé en 1960.
- Niel-bij-Gingelom: Niel Voetbalvereniging (Niel VV) (3384) de 1942 à 1944.
- Niel-bij-Sint-Truiden: Sparta Niel (6033) de 1957 à 1960.

## Classements séries nationales
Statistiques clôturées - Club disparu

## Bilan
| Niv | Divisions    | Jouées | Titres | TM Up | TM Down |
| --- | ------------ | ------ | ------ | ----- | ------- |
| I   | 1e nationale | 0      | 0      |       |         |
| II  | 2e nationale | 0      | 0      |       |         |
| III | 3e nationale | 13     | 0      |       |         |
| IV  | 4e nationale | 5      | 0      |       |         |
|     |              |        |        |       |         |
|     | TOTAUX       | 18     | 0      |       |         |

- TM Up= test-match pour départager des égalités, ou toutes formes de Barrages ou de Tour final pour une montée éventuelle.
- TM Down= test-match pour départager des égalités, ou toutes formes de Barrages ou de Tour final pour le maintien.

### Saisons
| Ordre | Saison  | Nom du club         | Niveau                     | Classement final | Remarques                           |
| ----- | ------- | ------------------- | -------------------------- | ---------------- | ----------------------------------- |
| 1     | 1931-32 | Nielsche SK         | Promotion (D3) série A     | 12e/14           | 'Relégué !'                         |
|       |         |                     |                            |                  | séries régionales                   |
| 2     | 1933-34 | Nielsche SK         | Promotion (D3) série B     | 6e/14            |                                     |
| 3     | 1934-35 | Nielsche AC         | Promotion (D3) série B     | 5e/14            |                                     |
| 4     | 1935-36 | Nielsche AC         | Promotion (D3) série B     | 4e/14            |                                     |
| 5     | 1936-37 | Nielsche AC         | Promotion (D3) série B     | 7e/14            |                                     |
| 6     | 1937-38 | Nielsche AC         | Promotion (D3) série A     | 9e/14            |                                     |
| 7     | 1938-39 | Nielsche AC         | Promotion (D3) série B     | 12e/14           | 'Relégué !'                         |
|       |         |                     |                            |                  | séries régionales                   |
| 8     | 1946-47 | Nielse SK           | Promotion (D3) série A     | 3e/18            |                                     |
| 9     | 1947-48 | Nielse SV           | Promotion (D3) série A     | 8e/16            |                                     |
| 10    | 1948-49 | Nielse SV           | Promotion (D3) série D     | 6e/16            |                                     |
| 11    | 1949-50 | Nielse SV           | Promotion (D3) série A     | 12e/16           |                                     |
| 12    | 1950-51 | Nielse SV           | Promotion (D3) série D     | 2e/16            |                                     |
| 13    | 1951-52 | Nielse SV           | Promotion (D3) série C     | 6e/16            | Relégué de Promotion en...Promotion |
| 14    | 1952-53 | Nielse SV           | Promotion série D          | 16e/16           | Relégué !                           |
|       |         |                     |                            |                  | séries provinciales                 |
| 15    | 1957-58 | K. Nielse SV        | Promotion série B          | 10e/16           |                                     |
| 16    | 1958-59 | K. Nielse SV        | Promotion série A          | 12e/16           |                                     |
| 17    | 1959-60 | K. Nielse SV        | Promotion série C          | 16e/16           | Relégué !                           |
|       |         |                     |                            |                  | séries provinciales                 |
| 18    | 1963-64 | K. Nielse SV        | Promotion série A          | 16e/14           | Relégué !                           |
|       |         |                     |                            |                  | séries provinciales                 |
|       | 2003    | Arrêt des activités | le matricule 415 disparaît |                  |                                     |

## Logos
Ci-dessous les logos des deux clubs créés à Niel.

Logo de l'Apollo FC Nielse
Sa légende

### Sources et liens externes
- Evocation de l'histoire de Niel